# Liber exemplorum ad usum praedicantium

Le Liber exemplorum ad usum praedicantium est une recueil d'exempla composé par un franciscain britannique vers 1275-1279.

## Études
- Nicolas Louis, Entre vérité et efficacité : les stratégies de rédaction dans le Liber exemplorum ad usum praedicantium (ca 1275-1279), dans Revue Mabillon. Revue internationale d’histoire et de littérature religieuses, 19, 2008, p. 123-156.

- Nicolas Louis, Entre vérité et efficacité : les stratégies de rédaction dans le Liber exemplorum ad usum praedicantium (recueil d'exempla britannique composé par un franciscain entre 1275 et 1279), Louvain-la-Neuve, 2006 (Mémoire de Licence) [academia.edu.

## Édition
- Liber Exemplorum ad usum praedicantium : saeculo XIII compositus a quodam fratre minore anglico de provincia Hiberniae ; secundum codicem Dunelmensem, éd. Andreas George Little; Aberdeen 1908 (British Society of Franciscan Studies, 1) archive.org.